# Just Legal
Just Legal è una serie televisiva statunitense trasmessa nel 2005 dalla WB.